# Neuvelle-lès-Voisey
Neuvelle-lès-Voisey é uma comuna francesa na região administrativa de Grande Leste, no departamento de Haute-Marne. Estende-se por uma área de 5,65 km². Em 2010 a comuna tinha 70 habitantes (densidade: 12,4 hab./km²).